# Johan Cruijff Schaal 2018
De wedstrijd om de Johan Cruijff Schaal 2018 werd op zaterdag 4 augustus 2018 gespeeld in het Philips Stadion in Eindhoven. Landskampioen PSV, bij aanvang elfvoudig winnaar en voor de zeventiende keer deelnemer, trad aan tegen bekerwinnaar Feyenoord, bij aanvang drievoudig winnaar en voor de tiende keer deelnemer.

## Wedstrijddetails
|                                                  | |                  | | |
| Johan Cruijff Schaal * 4 augustus 2018 18:00 uur | PSV | 0 – 0 5 - 6 pen. | Feyenoord | Stadion: Philips Stadion, Eindhoven Toeschouwers: 31.000 Scheidsrechter: Serdar Gözübüyük Assistenten: Rob van de Ven Assistenten: Charl Schaap Vierde official: Dennis Higler Video-assistent: Danny Makkelie AVAR: Erwin Zeinstra |
| Johan Cruijff Schaal * 4 augustus 2018 18:00 uur | Verslag |                  | | Stadion: Philips Stadion, Eindhoven Toeschouwers: 31.000 Scheidsrechter: Serdar Gözübüyük Assistenten: Rob van de Ven Assistenten: Charl Schaap Vierde official: Dennis Higler Video-assistent: Danny Makkelie AVAR: Erwin Zeinstra |
| Johan Cruijff Schaal * 4 augustus 2018 18:00 uur | Strafschoppen                                                                                                |                  | | Stadion: Philips Stadion, Eindhoven Toeschouwers: 31.000 Scheidsrechter: Serdar Gözübüyük Assistenten: Rob van de Ven Assistenten: Charl Schaap Vierde official: Dennis Higler Video-assistent: Danny Makkelie AVAR: Erwin Zeinstra |
| Johan Cruijff Schaal * 4 augustus 2018 18:00 uur | Gastón Pereiro Jorrit Hendrix Daniel Schwaab Luuk de Jong Hirving Lozano Mauro Júnior Angeliño Pablo Rosario |                  | Jan-Arie van der Heijden Steven Berghuis Dylan Vente Sam Larsson Tonny Vilhena Calvin Verdonk Sofyan Amrabat Jordy Clasie | Stadion: Philips Stadion, Eindhoven Toeschouwers: 31.000 Scheidsrechter: Serdar Gözübüyük Assistenten: Rob van de Ven Assistenten: Charl Schaap Vierde official: Dennis Higler Video-assistent: Danny Makkelie AVAR: Erwin Zeinstra |
|                                                  | |                  | | |

| PSV | Feyenoord |

|                 |    |                      |     |
|                 |    |                      |     |
| DM              | 1  | Jeroen Zoet          |     |
| RV              | 22 | Denzel Dumfries      |     |
| CV              | 5  | Daniel Schwaab       |     |
| CV              | 4  | Nick Viergever       |     |
| LV              | 6  | Angeliño             | 56' |
| RM              | 18 | Pablo Rosario        |     |
| CM              | 7  | Gastón Pereiro       |     |
| LM              | 8  | Jorrit Hendrix       |     |
| RB              | 17 | Steven Bergwijn      | 83' |
| SP              | 9  | Luuk de Jong         |     |
| LB              | 14 | Donyell Malen        | 59' |
| Wisselspelers:  |    |                      |     |
| DM              | 13 | Eloy Room            |     |
| VD              | 2  | Nicolas Isimat-Mirin |     |
| VD              | 3  | Derrick Luckassen    |     |
| VD              | 33 | Jordan Teze          |     |
| MV              | 16 | Dante Rigo           |     |
| MV              | 23 | Bart Ramselaar       |     |
| MV              | 32 | Michal Sadílek       |     |
| MV              | 47 | Mauro Júnior         | 83' |
| AV              | 10 | Maximiliano Romero   |     |
| AV              | 11 | Hirving Lozano       | 59' |
| AV              | 19 | Cody Gakpo           |     |
| AV              | 29 | Albert Guðmundsson   |     |
| Coach:          |    |                      |     |
| Mark van Bommel |    |                      |     |

|                          |    |                          |         |
|                          |    |                          |         |
| DM                       | 22 | Justin Bijlow            |         |
| RV                       | 4  | Jerry St. Juste          | 50' 85' |
| CV                       | 33 | Eric Botteghin           |         |
| CV                       | 6  | Jan-Arie van der Heijden |         |
| LV                       | 29 | Calvin Verdonk           | 78'     |
| RM                       | 28 | Jens Toornstra           | 62'     |
| CM                       | 8  | Jordy Clasie ( 84')      |         |
| LM                       | 10 | Tonny Vilhena            |         |
| RB                       | 19 | Steven Berghuis          |         |
| SP                       | 32 | Robin van Persie         | 84'     |
| LB                       | 11 | Sam Larsson              |         |
| Wisselspelers:           |    |                          |         |
| DM                       | 1  | Kenneth Vermeer          |         |
| DM                       | 30 | Ramon ten Hove           |         |
| VD                       | 2  | Bart Nieuwkoop           | 85'     |
| VD                       | 3  | Sven van Beek            |         |
| VD                       | 35 | Tyrell Malacia           |         |
| VD                       | 38 | Lutsharel Geertruida     |         |
| MV                       | 21 | / Sofyan Amrabat         | 62'     |
| MV                       | 23 | / Orkun Kökçü            |         |
| MV                       | 35 | Wouter Burger            |         |
| AV                       | 7  | Jean-Paul Boëtius        |         |
| AV                       | 27 | / Mohamed El Hankouri    |         |
| AV                       | 34 | Dylan Vente              | 84'     |
| Coach:                   |    |                          |         |
| Giovanni van Bronckhorst |    |                          |         |

Bijz.: * Doordat de wedstrijd na 90 minuten in een gelijke stand eindigde, werd er direct overgegaan op het nemen van strafschoppen volgens het "ABBA-systeem".
| Johan Cruijff Schaal 2018 |
| ------------------------- |
| Feyenoord 4de titel       |

1949 · 1989 · 1991 · 1992 · 1993 · 1994 · 1995 · 1996 · 1997 · 1998 · 1999 · 2000 · 2001 · 2002 · 2003 · 2004 · 2005 · 2006 · 2007 · 2008 · 2009 · 2010 · 2011 · 2012 · 2013 · 2014 · 2015 · 2016 · 2017 · 2018 · 2019 · 2020 · 2021 · 2022 · 2023 · 2024